# Manoir de Sautet
La casa señorial de Suret (en francés: Manoir de Sautet, también conocida como Chartreuse de Sautet) es una chartreuse y huerto-jardín botánico de 6 hectáreas de extensión, dependiente administrativamente de una sociedad privada en Molières, Francia.
El edificio está inscrito como «Monument Historique (France)» MH (1972).

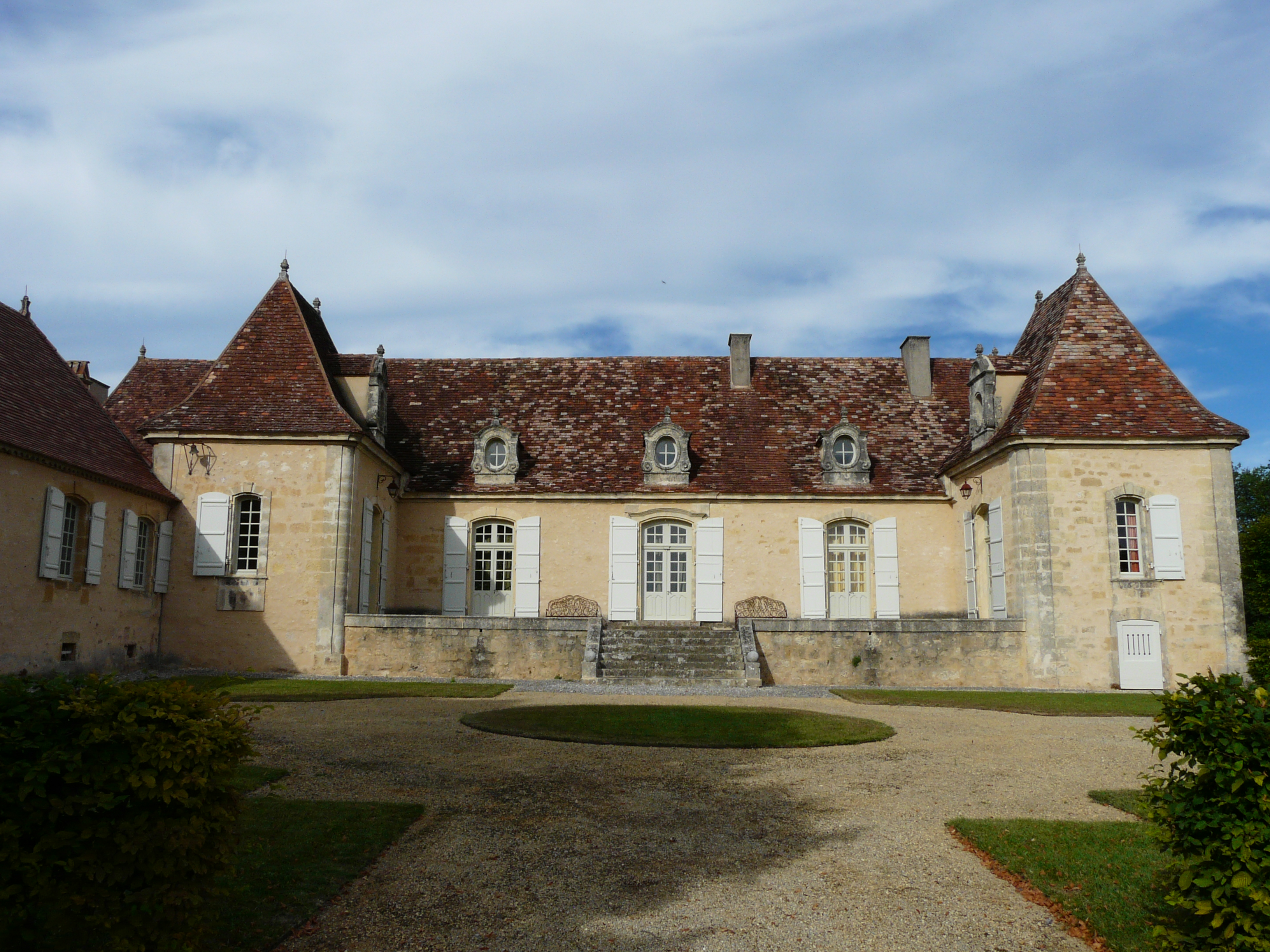
La fachada del Manoir de Sautet.

## Localización
Molières  (en occitano Molièras) es una población y comuna francesa, situada en la región de Aquitania, departamento de Dordoña, en el distrito de Bergerac y cantón de Le Buisson-de-Cadouin. En el límite de Bergeracois y de la región natural del "Périgord noir".
Manoir de Sautet Molières, Département de Dordogne, Région de Aquitaine, France-Francia.
Se encuentra abierto en los meses cálidos del año, se cobra una tarifa de entrada en la época de floración.  

## Historia
Esta casa señorial iba a ser originalmente un pabellón de caza en los terrenos propiedad de la antigua familia Cugnac. 
Es un «Chartreuse» un tipo pequeño de edificio bajo y alargado con un edificio de cuerpo central, de planta rectangular, del siglo XVII, los extremos de los que se añadieron en el siglo XVIII son dos edificios que forman retorno de la fachada principal. 
En frente, tres grandes puertas bajo arco ocupan la altura del edificio. El ático está iluminado por claraboyas enmarcadas por curvas ovaladas que sostienen un frontón circular terminado con un remate. Una terraza, al que se accede por una escalera se extiende a la parte delantera de la casa, entre los pabellones.
El edificio está inscrito como Monumento histórico de Francia (monuments historiques) el 20 de marzo de 1972 por sus fachadas y cubiertas.

## Colecciones botánicas
Alberga un jardín botánico potager-Huerto donde se cultivan hortalizas y árboles frutales de la herencia de la zona del "Périgord noir".